# Dodge
Доџ (енгл. Dodge) амерички је произвођач аутомобила, камионета, минивенова и теренских аутомобила и робна марка Крајслер групације, са седиштем у Оберн Хилсу, у држави Мичиген. Компанију су основали браћа Хорас Елџин Доџ и Џон Френсис Доџ 1900. године као Dodge Brothers Company. Од 2014. године је у саставу мултинационалне компаније Фијат Крајслер аутомобили.

## Историја

### Почетак и развој
Првобитно су браћа Доџ поседовала фирму која је производила бицикле и делове за олдтајмере. Потом, 1901. године одлучују да фирму преселе у Детроит. Dodge Brothers Company у року од две године били су главни снабдевачи осовина, мотора, мењача и других делова за тада растућу Детроитску аутомобилску индустрију. Компанија је имала невероватан успех и од самог почетка стекла је добру репутацију и били су највећи добављачи на свету. За то је заслужно познанство са Хенријем Фордом, који их је начинио својим главним добављачем. За Форд и Олдсмобил (Olds Motor Vehicle Company) компанија је производила шасије и моторе.
Међутим, због све захтевније брзорастуће аутомобилске индустрије, браћа одлучују да и сами крену у производњу аутомобила. Године 1914, браћа Доџ су произвели први аутомобил, био је то четвороцилиндрични Доџ модел 30. Имали су сличности са Фордовим моделом Т, али су били далеко испред њега. У односу на конкуренцију имао је електрично паљење. Већ 1916. године браћа Доџ су били на другом месту у укупној продаји аутомобила у САД иза Форд модела Т.
Почетком 1920. године Доџ је имао укупну годишњу производњу од 104.000 јединица. Међутим, успех није дуго трајао. За мање од годину дана, 1920-те, оба брата умиру услед болести. Након тога долази до кризе у компанији. 1921. године компанија склапа споразум са Graham Brothers за производњу камиона и био је у стању да прошири своје производне капацитете до 600 јединица дневно. Компанија уводи целу челичну каросерију на возилима и тако побољшава своју позицију на тржишту.

### Доба Крајслера
Године 1925, компанија је први пут продата фирми Dillon, Read & Company за невероватну, у оно време, суму од 146 милиона долара. То је био највећи икад плаћен износ за преузимање неке компаније. Само након три године, Дилон продаје Доџ за 170 милиона долара Крајслер групи. У то време Доџ је пао на седмо место по броју продатих аутомобила у САД.
Са увођењем ефикасније производње Доџ успева да преброди кризни период. Са уласком САД у Други светски рат, Доџ је приморан да се придружи производњи у ратне сврхе. Производио је моторе за борбене авионе. Педесетих година 20. века владало је велико интересовање за задњим и бочним спојлерима, које је Доџ уграђивао и у своје моделе. У то време полаже велику пажњу на производњу великих породичних аутомобила, као што су реџент и мајфер. Од средине шездесетих долази ера масел карсa (енгл. muscle cars) која траје до седамдесетих година 20. века. Поред Форд мустанга, један од најпознатијих модела ове врсте био је и Доџ чарџер. Овај период је трајао све до нафтне кризе, када се Доџ преорјентисао на мале аутомобиле, као што су били колт и омни. Већ осамдесетих година опет су тражени већи аутомобили. Поред породичних аутомобила, највише се продају пикапови. У свој програм уврштава и спортски аутомобил вајпер. Унутар Крајслер групе, Доџ је компанија која данас највише производи пикап камионете, спортске аутомобиле високих перформанси и теренске аутомобиле.
Деведесетих година 20. века Крајслер групација склапа бројна партнерства са другим произвођачима аутомобила, међу којима је Дајмлер-Бенц. Од 2014. године Крајслер група, у којој је и Доџ, у саставу је мултинационалне компаније Фијат Крајслер аутомобили.

## Модели

### Садашњи модели
- Доџ челенџер
- Доџ чарџер
- Доџ дуранго
- Доџ караван
- Доџ џорни
- Доџ неон (Мексико)
- Рам пикап

## Галерија
- Доџ челенџер
- Доџ чарџер
- Доџ дуранго
- Доџ џорни